# Acanthagrion speculum
Acanthagrion speculum – gatunek ważki z rodziny łątkowatych (Coenagrionidae). Występuje w Ameryce Środkowej.